# Beta-3 adrenergički receptor
Beta-3 adrenergički receptor (β3 adrenoreceptor), takođe poznat kao ADRB3, je beta-adrenergički receptor. ADRB3 je takođe oznaka za ljudski gen koji ga kodira.

## Funkcija
Dejstva β3 receptora obuhvataju:
- Povišenje stepena lipolize u adipoznom tkivu.[2]
- Termogeneza u skeletalnim mišićima[3]

Ova receptor je lociran uglavnom u adipoznom tkivu i učestvuje u regulaciji lipolize i termogeneze. Za neki β3 agoniste je utvrđeno da imaju antistresno dejstvo u studijama na životinjama. To sugestira da ovaj receptor takođe ima ulogu u . Beta3-receptori su nađeni u žučnoj kesi, mokraćnoj bešiki, i u moždanom adipoznom tkivu. Njihova uloga u fiziologiji žučne kese je nepoznata, mada se smatra da učestvuju u lipolizi i termogenezi u smeđoj masnoći. Smatra se da u mokraćnoj bešiki izazivaju relaksaciju bešike i sprečavaju mokrenje.

## Mehanizam akcije
Beta adrenergički receptori učestvuju u epinefrinom i norepinefrinom indukovanoj aktivaciji adenilat ciklaze putem aktivacije G proteina  tipa.

## Agonisti
- Amibegron[6][7]
- Solabegron[8]
- Nebivolol
- -796,568[9]
- -316,243[10]
- -368,842

Selektivni β3 agonisti mogu potencijalno da pospeše umanjenje telesne težine putem modulacije lipolize.

## Antagonisti
- Za  se mislilo da je selektivni β3 antagonist[11] ali je naknadno utvrđeno da je takođe antagonist α1 receptora.[12]

## Interakcije
Za beta-3 adrenergički receptor je pokazano da interaguje sa Src.

## Literatura
- Granneman JG, Lahners KN, Rao DD (1993). „Rodent and human beta 3-adrenergic receptor genes contain an intron within the protein-coding block.”. Mol. Pharmacol. 42 (6): 964—70. PMID 1336117.
- Nahmias C; Blin N; Elalouf JM (1991). „Molecular characterization of the mouse beta 3-adrenergic receptor: relationship with the atypical receptor of adipocytes.”. EMBO J. 10 (12): 3721—7. PMC 453106 . PMID 1718744.
- Emorine LJ; Marullo S; Briend-Sutren MM (1989). „Molecular characterization of the human beta 3-adrenergic receptor.”. Science. 245 (4922): 1118—21. PMID 2570461. doi:10.1126/science.2570461.
- Guan XM, Amend A, Strader CD (1995). „Determination of structural domains for G protein coupling and ligand binding in beta 3-adrenergic receptor.”. Mol. Pharmacol. 48 (3): 492—8. PMID 7565630.
- Rodriguez M; Carillon C; Coquerel A (1995). „Evidence for the presence of beta 3-adrenergic receptor mRNA in the human brain.”. Brain Res. Mol. Brain Res. 29 (2): 369—75. PMID 7609625. doi:10.1016/0169-328X(94)00274-I.
- Clément K; Vaisse C; Manning BS (1995). „Genetic variation in the beta 3-adrenergic receptor and an increased capacity to gain weight in patients with morbid obesity.”. N. Engl. J. Med. 333 (6): 352—4. PMID 7609752. doi:10.1056/NEJM199508103330605.
- Dib A; Adélaïde J; Chaffanet M (1995). „Characterization of the region of the short arm of chromosome 8 amplified in breast carcinoma.”. Oncogene. 10 (5): 995—1001. PMID 7898940.
- Mahmoudian M (1994). „The complex of human Gs protein with the beta 3 adrenergic receptor: a computer-aided molecular modeling study.”. Journal of molecular graphics. 12 (1): 22—8, 34. PMID 8011597. doi:10.1016/0263-7855(94)80004-9.
- Wilkie TM; Chen Y; Gilbert DJ (1994). „Identification, chromosomal location, and genome organization of mammalian G-protein-coupled receptors.”. Genomics. 18 (2): 175—84. PMID 8288218. doi:10.1006/geno.1993.1452.
- Krief S; Lönnqvist F; Raimbault S (1993). „Tissue distribution of beta 3-adrenergic receptor mRNA in man.”. J. Clin. Invest. 91 (1): 344—9. PMC 330032 . PMID 8380813. doi:10.1172/JCI116191.
- van Spronsen A; Nahmias C; Krief S (1993). „The promoter and intron/exon structure of the human and mouse beta 3-adrenergic-receptor genes.”. Eur. J. Biochem. 213 (3): 1117—24. PMID 8389293. doi:10.1111/j.1432-1033.1993.tb17861.x.
- Lelias JM; Kaghad M; Rodriguez M (1993). „Molecular cloning of a human beta 3-adrenergic receptor cDNA.”. FEBS Lett. 324 (2): 127—30. PMID 8389717. doi:10.1016/0014-5793(93)81377-C.
- Candelore MR; Deng L; Tota LM (1996). „Pharmacological characterization of a recently described human beta 3-adrenergic receptor mutant.”. Endocrinology. 137 (6): 2638—41. PMID 8641219. doi:10.1210/en.137.6.2638.
- Fujisawa T; Ikegami H; Yamato E (1996). „Association of Trp64Arg mutation of the beta3-adrenergic-receptor with NIDDM and body weight gain.”. Diabetologia. 39 (3): 349—52. PMID 8721782. doi:10.1007/BF00418352.
- Higashi K; Ishikawa T; Ito T (1997). „Association of a genetic variation in the beta 3-adrenergic receptor gene with coronary heart disease among Japanese.”. Biochem. Biophys. Res. Commun. 232 (3): 728—30. PMID 9126344. doi:10.1006/bbrc.1997.6339.
- Hoffstedt J; Poirier O; Thörne A (1999). „Polymorphism of the human beta3-adrenoceptor gene forms a well-conserved haplotype that is associated with moderate obesity and altered receptor function.”. Diabetes. 48 (1): 203—5. PMID 9892244. doi:10.2337/diabetes.48.1.203.
- Halushka MK; Fan JB; Bentley K (1999). „Patterns of single-nucleotide polymorphisms in candidate genes for blood-pressure homeostasis.”. Nat. Genet. 22 (3): 239—47. PMID 10391210. doi:10.1038/10297.
- Kimura K; Sasaki N; Asano A (2000). „Mutated human beta3-adrenergic receptor (Trp64Arg) lowers the response to beta3-adrenergic agonists in transfected 3T3-L1 preadipocytes.”. Horm. Metab. Res. 32 (3): 91—6. PMID 10786926. doi:10.1055/s-2007-978597.
- Cao W; Luttrell LM; Medvedev AV (2001). „Direct binding of activated c-Src to the beta 3-adrenergic receptor is required for MAP kinase activation.”. J. Biol. Chem. 275 (49): 38131—4. PMID 11013230. doi:10.1074/jbc.C000592200.
- Russell ST, Hirai K, Tisdale MJ (2002). „Role of beta3-adrenergic receptors in the action of a tumour lipid mobilizing factor.”. Br. J. Cancer. 86 (3): 424—8. PMC 2375201 . PMID 11875710. doi:10.1038/sj.bjc.6600086.

## Spoljašnje veze
- „β3-adrenoceptor”. IUPHAR Database of Receptors and Ion Channels. International Union of Basic and Clinical Pharmacology. Архивирано из оригинала 30. 12. 2014. г.